# Westerstraat 202 (Amsterdam)
De Westerstraat 202, Amsterdam is een bouwwerk aan de Westerstraat in Amsterdam-Centrum. Het gebouw is tweezijdig een anachronisme. Het gebouw steekt vanwege haar 20e-eeuwse architectuur af tegen de rest van de bebouwing; in de gevel zit een gevelsteen die verwijst naar 1770.

## Zeepziederij
In de 18e eeuw was hier een zeepziederij gevestigd van Herman Lelijman, dan nog aan de Anjeliersgracht. Deze liep dermate goed dat Lelijman zich een buitenplaats in Geuzenveld kon veroorloven. Die buitenplaats lag ter hoogte van de 21e eeuwse Willem Schermerhornstraat. Bij de inrichting van woonwijk Geuzenveld en de almaar breder wordende Haarlemmerweg werd de buitenplaats afgebroken; het is dan begin jaren 50. Het gebouw aldaar had een gevelsteen Lelyveld, deze steen bleef bewaard bij opslagplaatsen van de Dienst der Publieke Werken en bij het Amsterdam Museum.
Die zeepziederij verdween overigens al eerder. Op de hoek Westerstraat en Tichelstraat verrees in de 19e eeuw een school ten behoeve van Sint Aloysius. Het gebouw werd opgetrokken in oud Hollandse stijl had trapgevels. Deze trapgevels werden opgeofferd aan een extra etage, maar ook deze modernisering kon dat gebouw niet redden. 

## Nieuwbouw
In 1986 werd er gewerkt aan nieuwbouw op het terrein; het schoolgebouw was gesloopt. In eerste instantie zou het een gymzaal met bovenwoningen worden, maar het is niet verder gekomen dan een gebouw met twee bouwlagen met een teruggetrokken derde. Ondertussen bleef de gevelsteen bij gemeentelijke instanties zwerven en werd in 2007 overgedragen aan de Vereniging van Vrienden Amsterdamse Gevelstenen. Deze wist de gebouweneigenaar te overtuigen de gevelsteen Lelyveld in 2014 in de gevel te (laten) plaatsen. Het gebouw biedt dan onderdak aan een gymzaal van de Theo Thijssenschool (Westerstraat 297) en een instelling voor lichaamsbeweging.

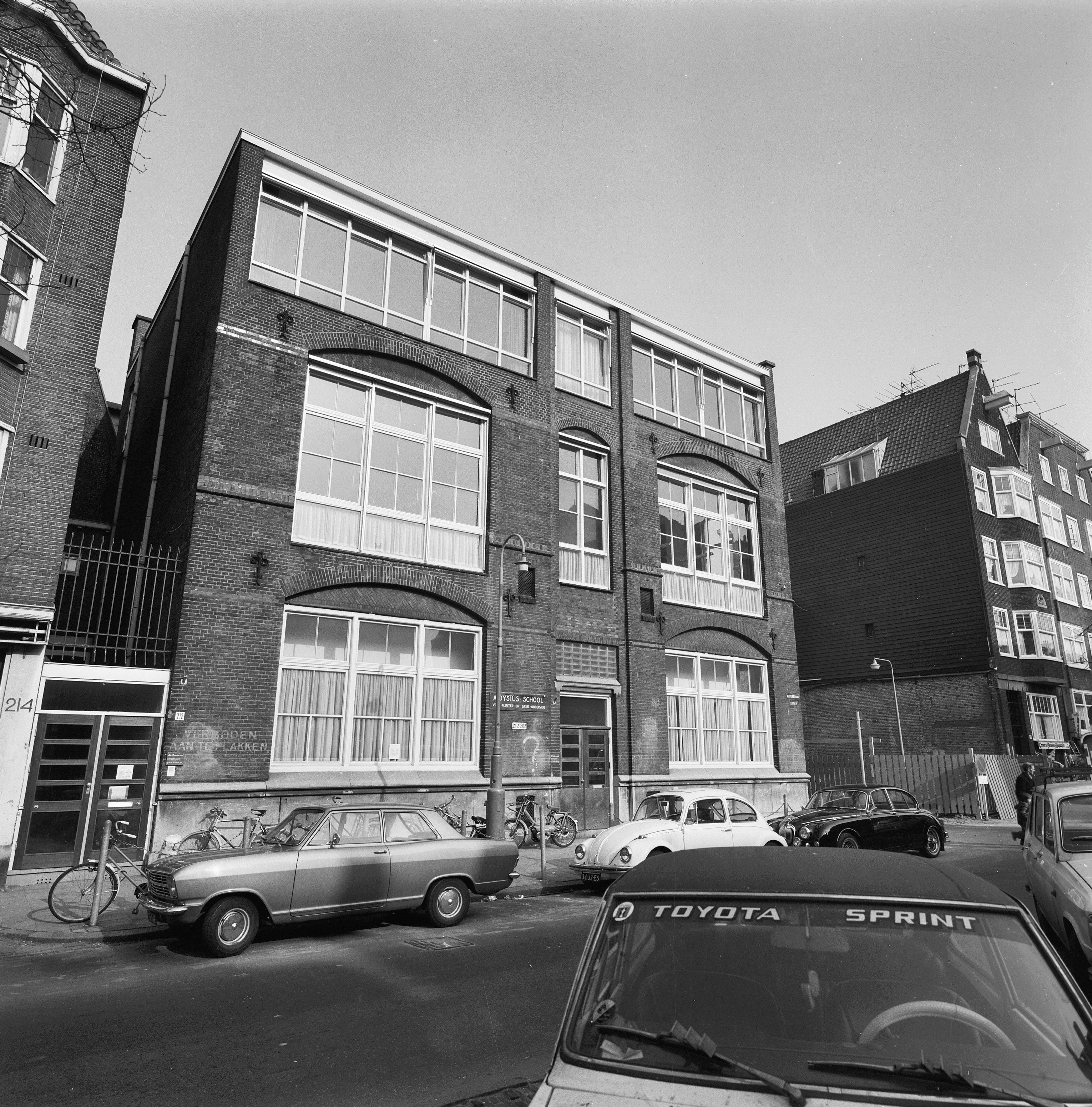
Westerstraat 202, Amsterdam in 1974

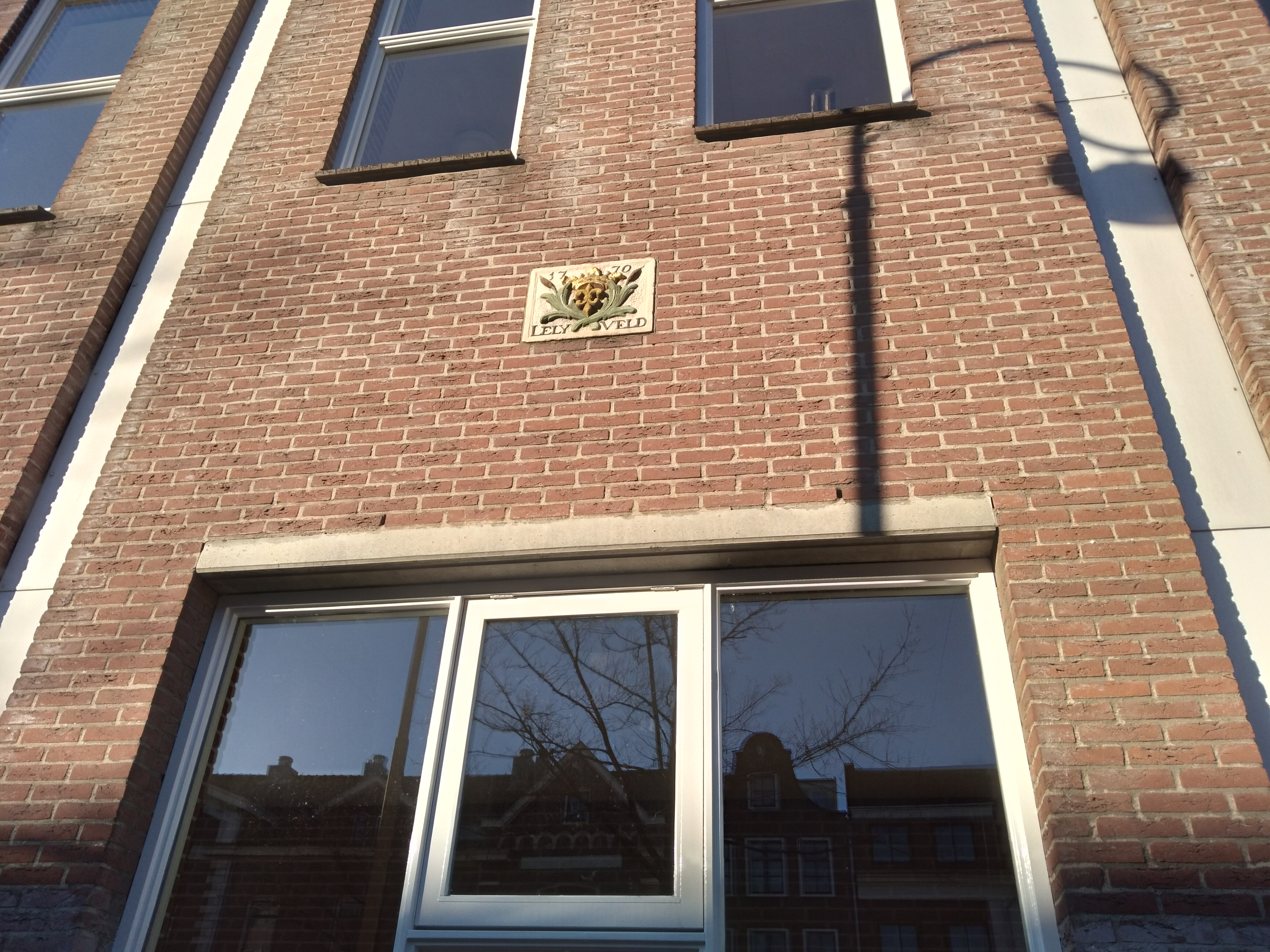
Gevelsteen (november 2020)